# Kitajska hiša (Potsdam)
Kitajska hiša (nemško Chinesisches Haus) je vrtni paviljon v parku Sanssouci v Potsdamu v Nemčiji. Friderik II. Veliki ga je dal zgraditi približno sedemsto metrov jugozahodno od poletne palače Sanssouci, da bi krasil svoj cvetlični in zelenjavni vrt. Vrtni arhitekt je bil Johann Gottfried Büring, ki je med letoma 1755 in 1764 zasnoval paviljon v takrat priljubljenem slogu chinoiserie, mešanici okrasnih elementov rokokoja in delov kitajske arhitekture.
Nenavadno dolg čas gradnje, devet let, pripisujejo sedemletni vojni, med katero je gospodarski in finančni položaj Prusije močno prizadet. Šele po koncu vojne leta 1763 so bile dvorane v paviljonu opremljene. Ker stavba ni služila le kot okrasni del vrtne arhitekture, ampak tudi kot kulisa za manjše družabne dogodke, je Friderik Veliki ukazal zgraditi Kitajsko kuhinjo, nekaj metrov jugovzhodno od Kitajske hiše. Po predelavi leta 1789 le še šesterokotna okna kažejo orientalski značaj nekdanjega gospodarskega poslopja. Nekaj let kasneje je bila Zmajeva hiša zgrajena v obliki kitajske pagode na severnem robu parka Sanssouci, ki meji na Klausberg. Stavba je bila poskus Friderika Velikega, da sledi kitajski modi 18. stoletja, ki se je začela v Franciji, preden se je razširila v Anglijo, Nemčijo in Rusijo.

## Chinoiserie
V 17. stoletju so nizozemski trgovci v Evropo prinesli kitajsko biserovino, lak, svilo in porcelan. Na plemiških dvorih baročne dobe je zanimanje za orientalsko umetnost v obdobju rokokoja preraslo v chinoiserie, pravo modo za vse, kar je kitajsko. Poleg navdušenja nad azijskimi luksuznimi dobrinami, ki so se skladale z določenimi oblikami rokokoja, so potopisi in razstave prikazovali brezskrbno življenje Kitajcev, ki je ustrezalo idealu sproščenega življenja evropskih dvorov. Celotni prostori palač so bili okrašeni s porcelanom, majhnim pohištvom v kitajskem slogu in stenskimi poslikavami, ki so predstavljale idealen svet, ki naj bi bila Kitajska.

## Arhitektura
Friderik Veliki je kitajsko hišo zasnoval na Maison du trèfle, paviljonu iz leta 1738 na vrtu Château de Lunéville v Loreni. To stavbo v obliki trilista je ustvaril francoski arhitekt Emmanuel Héré de Corny za vojvodo Lorene Stanislava I., nekdanjega poljskega kralja, ki je živel v izgnanstvu v Franciji. Primerek ene od jedkanic dvorca, ki jo je Héré izdal leta 1753, je bila v lasti Friderika Velikega.

## Zunanjost
Kitajska hiša ima obliko trilista. Zaobljena osrednja stavba vsebuje tri kabinetne prostore, ki so pravilno prepredeni s prostimi prostori. Zaobljena okna in francoska okna, ki segajo skoraj do tal, prepuščajo svetlobo v notranjost paviljona. Valjasti šotorski bakren strop v prostem prostoru podpirajo štirje pozlačeni stebri iz peščenjaka, delo švicarskega kiparja Johanna Melchiorja Kamblyja, ki je bil od leta 1746 zaposlen pri Frideriku Velikem.
Pozlačene skulpture iz peščenjaka, ki sedijo ob vznožju stebrov in stojijo ob stenah prostorov, izvirajo iz delavnic kiparjev Johanna Gottlieba Heymüllerja (ok. 1715–1763) in Johanna Petra Benckerta (1709–1769). Ljudje s tega območja so bili vzor kitajskim figuram pri prehranjevanju, pitju in glasbi, kar pojasnjuje evropske značilnosti kipov.
Kupola, ki krona streho, je nadgrajena s pozlačeno kitajsko figuro z odprtim senčnikom. Friedrich Jury jo je ustvaril v bakru po načrtu kiparja Benjamina Gieseja. Svetloba pada v osrednji prostor tako skozi dolge ovalne okenske odprtine kupole kot skozi okna na fasadi.

## Notranje oblikovanje
Stena krožne osrednje dvorane, dostopna s severne strani, je obložena s štukatnim marmorjem. Opice z glasbili, obdelane v štukaturi nad francoskimi okni, nosilci, ki držijo porcelan in stenske svetilke med okni so prevlečeni z zlatimi lističi. Enako prevlečen je bogato okrašen lestenec, ki visi s kupole.
Stropna poslikava na višjem krogu sobe je delo Thomasa Huberja iz leta 1756. Huber je poslikal tudi strope praznih prostorov na zunanji površini. Za vzor interierja so bili načrti francoskega umetnika Blaisa Nicholasa Le Sueurja, ki je kot likovni mojster poučeval na berlinski Akademiji za umetnost. Stropne slike prikazujejo orientalske moške za ograjo, nekateri gledajo v sobo, drugi klepetajo drug z drugim. Obkrožajo jih papige, opice in Bude, ki sedijo na stebrih.
Stene med osrednjim prostorom in sosednjimi prostori so okrašene z živobarvnimi, svilenimi stenskimi oblogami, poslikanimi s cvetličnimi vzorci, v tistem času zaželenim in dragocenim stenskim tekstilom, znanim kot pekingi. Kot lahko vidite tukaj, je Friderik Veliki za notranjo opremo svojih stavb raje uporabljal samo najkakovostnejše materiale, ki so jih izdelovale pruske tovarne svile. Majhni fragmenti te stenske obloge so bili uporabljeni kot model za rekonstrukcijo originala med restavriranjem v letih 1990–1993.